# Alexander Jegorov
Alexander Iljitj Jegorov, född 1883, avrättad 1939, var en sovjetisk militär och marskalk av Sovjetunionen.
Han genomgick krigsskolan i Kazan men avskedades på grund av deltagande i ryska revolutionen 1905, han återinträdde i armén under första världskriget och steg till regementschef, blev medlem av Sovjetunionens kommunistiska parti 1918 och utmärkte sig under revolutionsstriderna.
Jegorov blev generalstabschef 1931, ledamot av högsta krigsrådet, marskalk av Sovjetunionen 1935 samt förste biträdande folkkommissarie för försvaret 1937. Han avsattes 1938 och föll offer för Stalins utrensingar 1939, då han avrättades.
Jegorov har utgivit Lvov—Varsjava (1929) och Razgrom Denikina (1931).